# Johann Stamitz
Johann Wenzel Anton Stamitz (en checo: Jan Václav Antonín Stamic) (Německý Brod, Bohemia / Deutschbrod, 17 de junio de 1717 – Mannheim, 27 de marzo de 1757) fue  compositor, violinista  y director de orquesta checo, de la región de Bohemia. Padre de Carl Stamitz y Anton Stamitz, también músicos y compositores.

## Biografía

### Familia
Pertenecía a una célebre familia de músicos  checos, que ejercieron gran influencia en la evolución del género sinfonía en el siglo XVIII. Stamitz se casó el 1 de julio de 1744 con María Antonia Luneborn. Tuvieron cinco hijos: Carl Phillip,  Francisco, Anton Thadaus Nepomuk y dos niños que murieron en la infancia.
Los miembros más destacados de esta familia (a la que se conoce también con la forma alemana de su apellido Steinmetz) fueron: Anton Thaddäus (1721-1768), violonchelista y compositor hermano de Johann Wenzel; se ordenó sacerdote y llegó a ocupar elevadas dignidades. Carl (1745-1801), hijo, violinista de la famosa orquesta de Mannheim; viajó a París en 1754 y visitó como concertista los principales países de Europa. Compositor de óperas (Der verliebte Vormund y Dardanus), 70 sinfonías, numerosos cuartetos, tríos y otras obras musicales, y su otro hijo Anton (1754-1809), quien compuso sinfonías, conciertos para piano, para violín y para violonchelo.
Destacó ya muy joven como excelente violinista y fue músico de cámara del Príncipe Elector del Palatinado Carlos Teodoro. Stamitz viajó a París, donde permaneció durante un año, triunfó y alcanzó renombre. Allí vivió la realización por primera vez de un Concierto Espiritual el 8 de septiembre de 1754. Regresó a Mannheim en el otoño de 1755, y falleció dos años más tarde. Su certificado de defunción dice lo siguiente:

30 de marzo de 1757. Enterrado, Jo'es Stainmiz, director de música de la corte. Será difícil encontrar otro tan experto en su arte.

### Fundador de laEscuela de Mannheim
Está considerado como uno de los más destacados creadores del estilo instrumental moderno, a quien se debió el desarrollo y rápido florecimiento de la «Orquesta del Palacio de Mannheim», convirtiéndose en una de las más reputadas orquestas sinfónicas de Europa.
Junto con el compositor de música de cámara Franz Xaver Richter abordó el problema de la reforma del estilo instrumental, reforma que adoptaron casi inmediatamente grandes músicos como Johann Christian Bach, Boccherini y otros, a la vez que la secundaban los grandes centros musicales de la época: Londres y París. Mozart y Haydn hicieron cambios en la estructura de la orquesta: la introducción de dos clarinetes por influencia de Johann Stamitz tras haber visto la Orquesta de Mannheim.
A pesar de todas sus innovaciones, lo que más se valoró en la orquesta de Mannheim fue su nivel interpretativo. Posiblemente este virtuosismo orquestal iba ligado al hecho de que Johann acostumbraba a dirigir la orquesta desde el concertino, mientras que lo habitual en la época era dirigir desde el clavecín.

### Composiciones
Johann Stamitz tiene también gran importancia como compositor.
Fue uno de los primeros compositores en componer sistemáticamente sinfonías en cuatro movimientos, añadiendo el minueto y trío a los tres movimientos habituales. También es habitual la introducción de los clarinetes en la sinfonía, un tratamiento más melódico de la viola e incipientes intentos de unir los instrumentos de madera con la cuerda. Destaca asimismo la introducción de un segundo grupo de material temático contrastando en el primer movimiento de la sinfonía, que fue decisivo para el desarrollo de lo que se conoce como forma sonata. Como las óperas italianas, las composiciones de Stamitz tienen un fuerte sentido de unidad rítmica y material temático distintivo en la exposición.
A pesar de que su vida fue bastante breve (40 años), su producción fue extensa y de calidad. Entre sus obras se pueden citar sinfonías, conciertos para violín, sonatas para violín y para este instrumento y piano, una sonata en trío y muchas otras obras.
También fue un autor de los más reconocidos en el Clasicismo periodo que abarca desde 1730 hasta 1820.

## Obras
- 6 sonatas a 3 partes concertantes, op. 1
- 6 sonatas de cámara para violín y bajo continuo, op. 6
- 4 colecciones de 6 sinfonías cada una publicadas como opus 3, 4, 7 y 8 y una cantidad superior en manuscritos.
- 10 tríos orquestales
- 6 conciertos para clavecín, op. 10 y varios conciertos para flauta, violín, clarinete y otros instrumentos.
- Una misa.